# Tiszaújváros
Tiszaújváros je mesto na Madžarskem, ki upravno spada pod podregijo Tiszaújvárosi Županije Borsod-Abaúj-Zemplén.